# Pseudomystus stenogrammus
Pseudomystus stenogrammus és una espècie de peix de la família dels bàgrids i de l'ordre dels siluriformes.

## Morfologia
Les femelles poden assolir els 13,33 cm de longitud total.

## Distribució geogràfica
Es troba al sud de Borneo (Indonèsia).